# Horný Pial
Horný Pial (em húngaro: Felsőpél) é um município da Eslováquia, situado no distrito de Levice, na região de Nitra. Tem 6,35 km² de área e sua população em 2018 foi estimada em 263 habitantes.

## Demografia
| Ano:        | 1994 | 2004   | 2014   | 2024   |
| ----------- | ---- | ------ | ------ | ------ |
| Broj ljudi: | 307  | 298    | 277    | 287    |
| Razlika:    |      | -2,93% | -7,04% | +3,61% |

| Ano:               | 2023 | 2024   |
| ------------------ | ---- | ------ |
| Número de pessoas: | 279  | 287    |
| Diferença:         |      | +2,86% |